# Devátá vlna (album)
Devátá vlna (1988) je debutové album české skupiny Jablkoň. Obsahuje 10 skladeb, řada z nich vyšla v jiných verzích i na pozdějších albech. Originální sleeve-note, někdy považované za jedenáctou skladbu alba, napsal Jiří Černý.

## Skladby
1. Baba Aga (Jablkoň) – 2:10
2. Animato (Jablkoň) – 2:57
3. Machalaj (Jablkoň) – 6:55
4. Kolotoč (Ingo Bellmann, Michal Němec) – 2:49
5. Chmury (Jablkoň / Zuzana Němcová) – 6:30
6. Devátá vlna (Ingo Bellmann, Michal Němec) – 3:45
7. Lov na labutě (Ingo Bellmann, Michal Němec / Zuzana Němcová) – 4:17
8. V bludišti (Ingo Bellmann, Michal Němec / Michal Němec) – 2:25
9. Smuteční tanec (Ingo Bellmann, Michal Němec) – 4:06
10. Pulitr (Jablkoň) – 6:34

## Nahráli
- Jablkoň: Ingo Bellmann (kytara, zpěv), Michal Němec (zpěv, perkuse, kytara), Ivan Podobský (bicí)
- hosté:
  - Dagmar Andrtová – zpěv, kytara (10)
  - Vladimír Vytiska – kontrabas (6, 9)
  - Ladislav Vokatý – housle (6)

## Reedice
V roce 2004 vydal Supraphon reedici alba doplněnou čtyřmi bonusy z poloviny 80. let.